# گوشو نو گورومارو
گوشو نو گورومارو (به ژاپنی: 御所 五郎丸 Gosho no Gorōmaru); ۱ ژانویهٔ ۱۱۷۶ – بعد از ۱۱۹۳) سامورایی در دوره کاماکورا اهل ژاپن بود. او بیشتر به خاطر نجات شوگون میناموتو نو یوریتومو در جریان حادثه انتقام برادران سوگا (آدائوچی برادران سوگا) در سال ۱۱۹۳ با گرفتن سوگا توکیمونه شناخته شده است.